# Claire Berlinski
Claire Berlinski (California, 1968) è una saggista, giornalista e storica statunitense di origine ebraica, laica e di tendenze conservatrici.

## Biografia
Cresciuta tra California, New York e Seattle, ha conseguito un diploma in Storia moderna e il dottorato in Relazioni internazionali al Balliol College dell'Università di Oxford.
Da allora ha vissuto e lavorato come giornalista, accademica, consulente e scrittrice freelance nel Regno Unito, in Thailandia, nel Laos, in Francia ed in Turchia.
Tra gli altri ha collaborato con New York Times, Washington Post, New York Sun, Oxford International Review, Asia Times, Weekly Standard, National Review, Policy Review, Azure, Traveler's Tales, Arabies Trends ed i suoi lavori sono apparsi in numerose antologie.
È autrice del saggio Menace in Europe. Why the Continent’s Crisis is America’s, too dove analizza le tendenze culturali, economiche e demografiche in atto in Europa che ne mettono a rischio l'identità cristiana e lo schieramento Occidentale trasformandola ben presto in un continente a prevalenza musulmana ostile agli Stati Uniti.
Oggi vive tra Parigi ed Istanbul  con il compagno, il fotoreporter David Gross.
Le sue idee sono prossime a quelle professate da Bat Ye'or, Oriana Fallaci, George Weigel, Tony Blankley, Bruce Bawer, Mark Steyn.